# Frantschach-St. Gertraud
Frantschach-St. Gertraud est une commune autrichienne du district de Wolfsberg en Carinthie.